# Renocila plesiopi
Renocila plesiopi là một loài chân đều trong họ Cymothoidae. Loài này được Bruce miêu tả khoa học năm 1987.